# Xã Norway, Michigan
Xã Norway (tiếng Anh: Norway Township) là một xã thuộc quận Dickinson, tiểu bang Michigan, Hoa Kỳ. Năm 2010, dân số của xã này là 1.489 người.